# منقرض‌شده در طبیعت

وضعیت انقراض در حیات وحش در کنار دیگر وضعیت‌های آی‌یوسی‌ان.

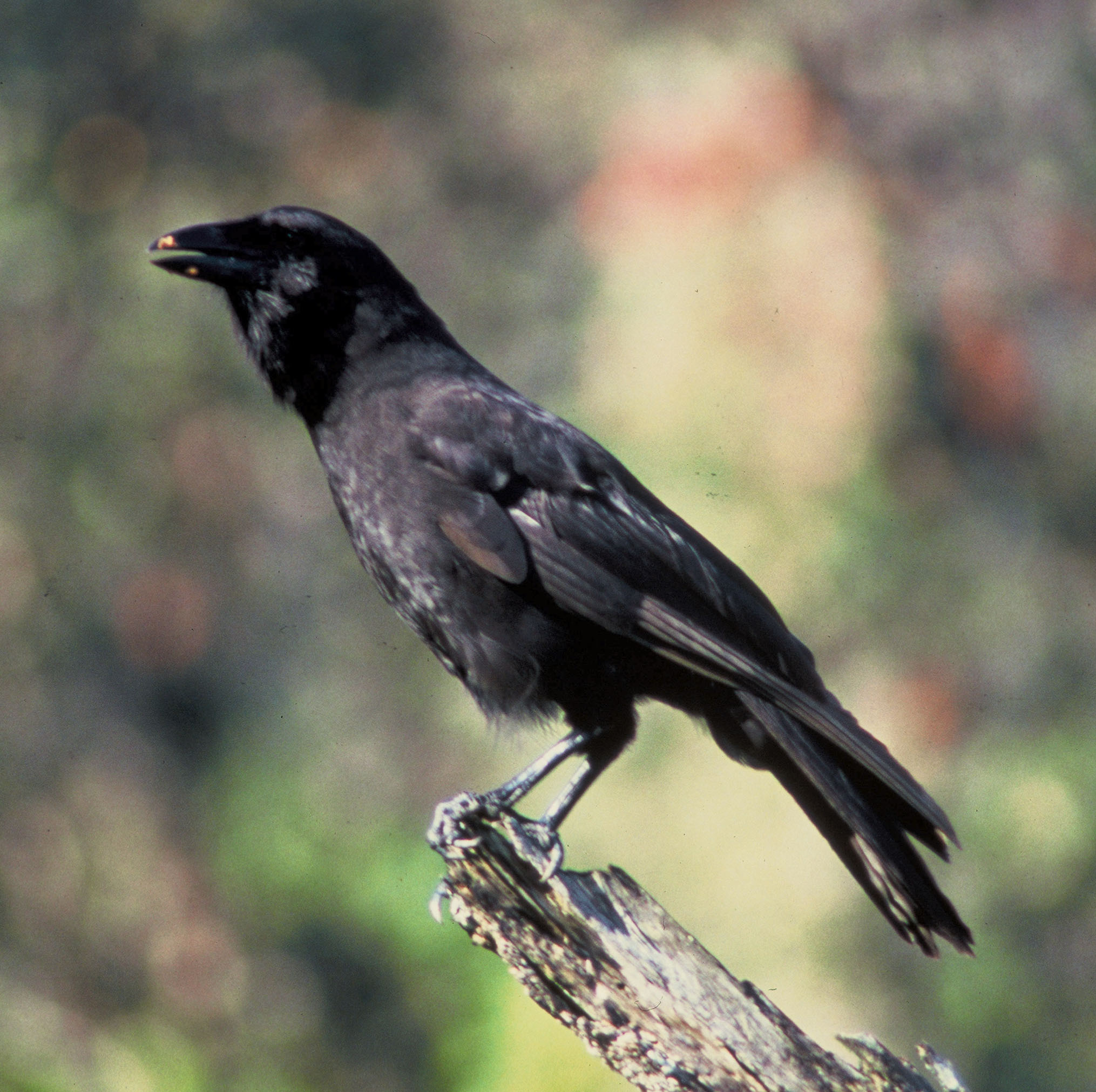
کلاغ هاوایی از سال ۲۰۰۲ به این سو در طبیعت منقرض شده است.

گونه منقرض شده در طبیعت یا گونه منقرض شده در حیات وحش (EW) به نوعی تعریف وضعیت بقا برای جانوران گفته می‌شود که در آن تنها نمونه‌های باقی‌مانده از یک گونه یا در اسارت نگه داشته می‌شوند یا در گروه‌های محدودی دور از محدوده تاریخی خود زندگی می‌کنند.

## معرفی دوباره
معرفی دوباره یک گونه به طبیعت عبارت است از رهاسازی عمدی آن‌ها در حیات وحش از اسارت یا جای دیگری که با جمعیت کم در آن زندگی می‌کردند. این کار می‌تواند گزینه مناسبی برای آن دسته از جانورانی باشد که در حیات وحش منقرض شده‌اند یا در خطر انقراض هستند؛ با این حال مشکلاتی نیز بر سر راه معرفی دوباره گونه‌ها وجود دارد. حتی اگر زیستگاه یک گونه منقرض شده در حیات وحش بازیابی شده باشد، به دلیل آنکه روش‌ها و شگردهای بقا توسط (اغلب) مادران به فرزندانشان آموخته می‌شوند، و این چیزی نیست که دربارهٔ جانوران در اسارت صدق کند، توانایی نمونه‌های آزاد شده برای بقا در شرایط وحش کاهش پیدا می‌کند. در شرایطی که دانشمندان ژنهای جانداران در خطر انقراض یا منقرض شده را ذخیره می‌کنند، اگر فرهنگ بقای آن جاندار از دست رفته باشد، دیگر نمی‌توان آن را به حیات وحش بازگرداند.

## نمونه‌ها
- کاکل‌فری آلاگوآس انقراض در حیات وحش از سال ۱۹۸۸
- تیزشاخ عربی در دهه ۱۹۷۰ در حیات وحش منقرض شد اما برنامه احیای آن با موفقیت در پنج کشور عربستان، عمان، اردن، امارات و اسرائیل اجرا شد.
- تیزشاخ آفریقایی انقراض در حیات وحش در ۱۹۹۹
- گوزن پدر داوید انقراض در حیات وحش از سال ۱۸۶۵
- کلاغ هاوایی انقراض در حیات وحش از سال ۲۰۰۲
- شیر بربری سده ۲۰ میلادی در حیات وحش و سده ۲۱ میلادی در اسارت منقرض شد.
- ببر مازندران گونه ای منقرض شده در حیات وحش و احتمال می‌رود هنوز در اسارت چند قلاده از آن باشد (نژاد آن در ایران در تابستان ۱۴۰۳ در باغ وحش ارم پایان یافت، ولی احتمال می‌رود در اسارت هنوز در حال زیستن باشد).